# 제이 멜러
제이슨 "제이" 멜러(Jason "Jay" Mehler, 1971년 9월 8일 ~ )는 미국 필라델피아 출신의 음악가이다. 그는 영국 밴드 카사비안에서 2006년부터 2012년까지 기타를 연주하였다. 그는 카사비안을 떠난 후 2013년에 비디 아이의 베이스 투어 멤버로서 비디 아이에 합류하였다.

## 카사비안
카사비안의 두번째 앨범 《Empire》의 레코딩 도중 밴드의 기타리스트이자 작곡가였던 크리스토퍼 카를로프가 "예술적 창작적 견해차이"로 밴드를 떠나자 그의 자리를 대신하여 밴드에 합류하였다. 카사비안의 영구 투어 멤버였지만, 밴드가 했던 대부분의 홍보 활동에 참여하지 않았다.

## 비디 아이
2013년 3월 7일, 카사비안 측은 제이 멜러가 비디 아이의 베이스 세션 멤버이었던 제프 우튼을 대신해 비디 아이에 합류한다는 소식을 전했다.